# دبیا
دبیا (به صربی: Debelja) یک منطقهٔ مسکونی در صربستان است که در نووا واروش واقع شده‌است. دبیا ۱۴۸ نفر جمعیت دارد.